# Sussex
Sussex (în engleza veche Sūþsēaxe = "Saxonia de Sud") este unul dintre cele 39 Comitate istorice ale Angliei. Corespunde aproximativ teritoriului fostului Regat Sussex. Se învecinează la vest cu Hampshire, la nord cu Surrey, la nord-est cu Kent, la sud cu Canalul Mânecii și datorită dimensiunii importante a fost divizat în două regiuni: Sussex de Est (East Sussex) și Sussex de Vest (West Sussex). Brighton & Hove, deși parte din East Sussex, a devenit autoritate unitară în 1997 și, ca atare, este administrat independent de restul East Sussex. Brighton & Hove a primit statutul de oraș în anul 2000. Până atunci, Chichester era singurul oraș al comitatului Sussex.
Sussex are trei principale subregiuni geografice, fiecare orientate aproximativ de la est la vest. În sud-vest este câmpia de coastă fertilă și dens populată. În partea de nord sunt dealurile de calc din South Downs, dincolo de care se află împăduritul Sussex Weald.
În ziua căsătoriei lui, la 19 mai 2018, Prințul Harry a fost creat Duce de Sussex.

## Toponimie
Numele "Sussex" este derivat din Suth-sæxe din limba engleză medie, care, la rândul său derivă din engleza veche Suth-Seaxe care înseamnă (țară sau popor) din Saxonia de Sud.Saxonii de sud erau un trib germanic care s-a stabilit în regiune din Câmpia Germano-Poloneză în secolele V și VI.
Cea mai timpurie folosire a termenului Saxonii de Sud (latină: Australes Saxones) se află într-un hrisov regal din 689 care îi numește pe ei și pe regele lor, Noðhelm, deși termenul ar fi putut fi folosit cu ceva timp înainte. Cronicarul monastic care a scris clasificând invazia pare să fi dat o dată greșită; cercetătorii recenți au sugerat că ar fi putut fi un sfert de secol mai târziu.
Noul cuvânt latin Suthsexia a fost folosit pentru Sussex de către cartograful olandez Joan Blaeu în harta sa din 1645.

## Populație
Populația totală din Sussex este de aproximativ 1,6 milioane. În 2011, Sussex avea o densitate a populației de 425 pe km2, mai mare decât media Angliei, de 407 pe km2.